# Randallopsallus
Randallopsallus is een geslacht van wantsen uit de familie van de Miridae (Blindwantsen). Het geslacht werd voor het eerst wetenschappelijk beschreven door Yasunaga in 2013.

## Soorten
Het genus bevat de volgende soorten:

- Randallopsallus berastagi Yasunaga & Duwal, 2017
- Randallopsallus malayanus Yasunaga & Duwal, 2017
- Randallopsallus paracastaneae Yasunaga, 2012